# میرتا آکونیا دی باراواله
میرتا آکونیا دی باراواله (انگلیسی: Mirta Acuña de Baravalle; ۱۵ ژوئیهٔ ۱۹۲۵ – ۲ نوامبر ۲۰۲۴) کنشگر و فعال حقوق بشر اهل آرژانتین بود. او یکی از دوازده بانی مادران میدان مایو یا مادربزرگ‌های میدان مایو بود.

## مادران میدان پلازا د مایو

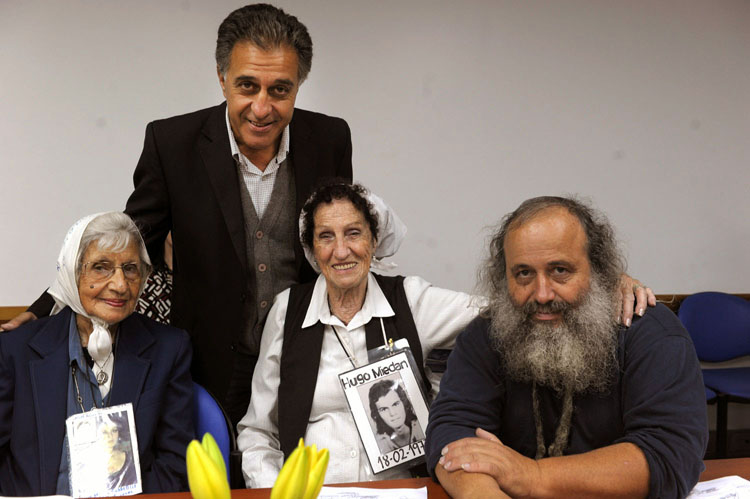
میرتا باراواله با مادر پلازا د مایو الیا اسپن و انریکه فوکمن. ایستاده نستور پیترولا (PO-FIT) در جلسه رسیدگی به اخراج سزار میلانی

برای چند ماه میرتا آکونیا به تنهایی و بدون حمایت از بستگانش در پی پیدا کردن فرزند خود بود. در آغاز سال ۱۹۷۷، او در میدان پلازا مایو با گروهی از مادران و بستگان آنها که بعدها به عنوان مادران پلازا د مایو شناخته شد، ملاقات کرد و یکی از آن چهارده بنیان‌گذار مادران مایو است.
در ابتدای سال ۱۹۷۷، برای انجام مصاحبه به مجلس نمایندگان رفتم، زیرا آنها قصد داشتند به ما اطلاعاتی در مورد فرزندانمان بدهند. در آنجا منتظر ماندیم تا کسی به ما اطلاعاتی دهد، اما هیچ‌کس حاضر نشد؛ و ما ادامه دادیم تا یک روز صبح ماپنج نفری رفتیم مقابل مجلس نمایندگان که پنج سرباز ضد شورش مراجعه کرده و ما را از جایمان بلند کردند، بنابراین ما به میدان پلازا رفتیم، جایی که یک نیمکت دایره ای در آنجا وجود دارد. ما به همراه سه تن از مادران روی نیمکت نشستیم، یکی از آنها یک کیسه روی زمین گذاشت، پارچه ای کشید و شروع کرد به نوشتن بر روی آن، مثل اینکه می‌گفت: «اینجا به‌طور آرام همدم آفتاب می‌شویم». او آزوسنا (ویلافلور دی وینسنتی) بود. این او بود که ما را برای رفتن به پلازا تشویق کرد، زیرا آنجا تنها مکانی بود که احتمال شنیدن صدایمان وجود داشت. در پنجشنبه اول ما چهارده نفر شدیم، اما متأسفانه، آدم‌ربایی سیستماتیک شروع شد اما هر بار ما بیشتر شدیم.
در اکتبر ۱۹۷۷، به دعوت آلیشیا زوباسنابار از دلا کوادرا «لیچا»، همچنین یکی از شرکت کننده‌های شبکه مادران را برای تشکیل گروه ویژه ای از مادربزرگ‌ها که به دنبال نوه‌های گمشده خود بودند را تشکیل دادند. میرتا یکی از دوازده زن بنیان‌گذار میدان پلازا دی مایو بود. نوه او همچنان مفقود است.
در سال ۱۹۸۶، به دلیل اختلافات داخلی بین مادران، مادران پلازا د مایو شکست خوردند. اما میرتا آکونیا به بخش دیگری از مادران به نام به نام مادران پلازا دی مایو برای جمع‌آوری اعانه شروع به فعالیت کردند.